# Estatísticas da Igreja Adventista do Sétimo Dia
A Igreja Adventista do Sétimo Dia é uma instituição religiosa mundial organizada oficialmente em 1863 e que hoje conta com mais de 22 milhões de membros, distribuídos oficialmente em 212 países.

## Uma Igreja Mundial

Gráfico com o crescimento da IASD ao longo dos anos.

| Dados (Statistical Report 2020)                            | Valores      |
| ---------------------------------------------------------- | ------------ |
| Número de adventistas no mundo                             | 22.7 milhões |
| Países em que há presença adventista                       | 212          |
| Línguas e dialetos pregados pelos adventistas              | 535          |
| Línguas e dialetos com livros e revistas publicados        | 342          |
| Editoras e Gráficas                                        | 60           |
| Hospitais, Clínicas e Orfanatos (Rede Adventista de Saúde) | 1.048        |
| Alunos da Rede Adventista de Educação                      | 2.044.709    |
| Indústrias de alimentos                                    | 22           |
| Unidades escolares                                         | 9.419        |
| Países ajudados pela ADRA                                  | 118          |
| Centros de produção de mídias                              | 16           |
| Missionários de autossustento pelo mundo                   | 1.456        |
| Funcionários                                               | 323.072      |

## Membros por Divisão

Gráfico com o número de adventistas por população mundial.

Em maio de 2007, os adventistas eram o décimo segundo maior corpo religioso do mundo e o sexto maior movimento religioso internacional. A Igreja Adventista do Sétimo Dia também é a oitava maior organização internacional de cristãos do mundo. No mundo, os adventistas são regidos por uma Conferência Geral, com pequenas regiões administradas por divisões, uniões, associações e missões locais. Possuía em 2023 mais de 22 milhões de membros, com igrejas em 213 países e territórios, e 100.760 igrejas.
| Divisão                                  | Membros   |
| ---------------------------------------- | --------- |
| Divisão África Centro-Oriental           | 5.307.907 |
| Divisão Sul-Africana-Oceano Índico       | 4.213.158 |
| Divisão Interamericana                   | 3.705.040 |
| Divisão Sul-Americana                    | 2.679.791 |
| Divisão Sul da Ásia Pacífico             | 1.594.150 |
| Divisão do Sul da Ásia                   | 1.161.806 |
| Divisão Norte-Americana                  | 1.257.884 |
| Divisão Centro-Oeste da África           | 998.383   |
| Divisão Pacífico Sul                     | 650.632   |
| Missão Chinesa                           | 482.615   |
| Divisão Norte da Ásia-Pacífico           | 356.203   |
| Divisão Intereuropeia                    | 181.586   |
| Divisão Euro-Ásia                        | 58.338    |
| Divisão Transeuropeia                    | 90.510    |
| União do Oriente Médio e Norte da África | 6.852     |
| Campo de Israel                          | 838       |

## Adesão e Crescimento
| Ano  | Igrejas | Membros    |
| ---- | ------- | ---------- |
| 1863 | 125     | 3.500      |
| 1900 | 1.892   | 75.767     |
| 1950 | 10.237  | 756.812    |
| 1960 | 12.975  | 1.245.125  |
| 1970 | 16.505  | 2.051.864  |
| 1980 | 21.555  | 3.480.518  |
| 1990 | 31.654  | 6.694.880  |
| 2000 | 48.933  | 11.687.239 |
| 2010 | 70.188  | 16.923.239 |
| 2011 | 72.144  | 17.479.890 |
| 2012 | 74.299  | 17.881.491 |
| 2013 | 76.364  | 18.143.745 |
| 2014 | 78.810  | 18.478.982 |
| 2015 | 81.552  | 19.126.438 |
| 2016 | 84.207  | 20.008.779 |
| 2017 | 86.576  | 20.727.347 |
| 2018 | 88.718  | 21.414.779 |
| 2019 | 91.140  | 21.556.837 |
| 2020 | 92.876  | 21.723.992 |
| 2021 | 95.297  | 21.912.161 |
| 2022 | 97.811  | 22.234.406 |
| 2023 | 100.760 | 22.785.195 |

O pré-requisito essencial para a adesão a Igreja Adventista é o batismo por imersão. De acordo com o manual da igreja, esse batismo só deve ocorrer depois que o candidato tiver sido submetido à instrução correta sobre o que a igreja acredita.
Em outubro de 2009, segundo dados da Igreja havia 11.049.101 membros batizados. Mais de um milhão de pessoas se uniram à Igreja Adventista num período de 12 meses (de 30 de junho de 2008 a 30 de junho de 2009), através do batismo e da profissão de fé. Até julho de 2010, a IASD já registrava cerca de 13.000.000 de membros. A igreja é uma das organizações de crescimento mais rápido do mundo, principalmente devido a aumentos de participação no desenvolvimento e ajuda das nações. Hoje, menos de 7% dos membros da igreja residem nos Estados Unidos. Grande parte deles estão na África e na América Central e América do Sul.
De acordo com o livro Uma Igreja Mundial, do historiador adventista George R. Knight, os adventistas chegaram a 1 milhão entre 1955 e 1961, crescendo para cinco milhões em 1986. Na virada do século XXI, a igreja tinha mais de 10 milhões de membros, crescendo para mais de 14 milhões em 2005 e 16 milhões em 2009. Acredita-se que mais de 35 milhões de pessoas vão ao culto semanal em alguma igreja adventista ao redor do mundo. Em 2017, a igreja operava em 235 dos 237 países e áreas reconhecidas pelas Nações Unidas.
A igreja tem sido descrita como uma espécie de rede social, sendo considera uma "extensão da familia", e fazendo parte efetivamente da teoria dos "seis graus de separação" dentro da denominação.
Ao final de 2024, segundo estatísticas da própria denominação, tinha cerca de 23.684.237 membros, em 100.760 igrejas, em todo o mundo.

## IASD no Brasil
O número de membros da IASD no Brasil tem (em certa medida) acompanhado o crescimento populacional do país e sua dinâmica distribuição ao longo do território nacional. Após a Crise de 1929 e o consequente processo de industrialização do Brasil impulsionado por Getúlio Vargas e sua política industrial e que acarretou num intenso processo de êxodo rural intensificando a concentração populacional nas capitais e regiões metropolitanas, o país sofreu profundas transformações em sua dinâmica populacional, com taxas de crescimento populacional cada vez menores, fenômeno também verificado em outras partes do mundo, influenciados pelo aumento dos níveis de escolarização, urbanização e mudanças no mercado de trabalho acompanhada das transformações na estrutura familiar e da elevação do custo de vida.
| Ano  | Igrejas Organizadas | Membros da IASD | População do Brasil | Membros/ População |
| ---- | ------------------- | --------------- | ------------------- | ------------------ |
| 1950 | 147                 | 27.367          | 51 944 397          | 0,053%             |
| 1960 | 281                 | 60.239          | 70 992 343          | 0,085%             |
| 1970 | 584                 | 150.580         | 94 508 583          | 0,159%             |
| 1980 | 851                 | 280.675         | 121 150 573         | 0,232%             |
| 1990 | 2.103               | 531.264         | 146 917 459         | 0,362%             |
| 2000 | 3.841               | 936.575         | 169 590 693         | 0,552%             |
| 2010 | 6.674               | 1.267.738       | 190 755 799         | 0,665%             |
| 2022 | 10.266              | 1.764.770       | 203 062 512         | 0,869%             |

Tais fatores contribuíram para o crescimento das denominações protestantes no Brasil e da Igreja Adventista do Sétimo Dia, em particular. Segundo o Censo realizado pelo Instituto Brasileiro de Geografia e Estatística (IBGE) em 2010 havia cerca de 42,3 milhões de fiéis no país, o que representava 22,2% da população brasileira. O Pew Research Center publicou também um estudo realizado entre 2013 e 2014 em que os protestantes já representavam 26% da população brasileira e, segundo pesquisa do Instituto de Pesquisa Datafolha, no fim de 2014 os protestantes já seriam 29% da população do país, mostrando um rápido crescimento do grupo religioso no país, parte de uma mais ampla ascensão das igrejas evangélicas na América Latina. E segundo o Latinobarómetro, em 2017, 27% da população brasileira era protestante.

### Atualmente
Ao longo das últimas quatro décadas, o crescimento demográfico do Brasil tem desacelerado rapidamente. Em 1940, o recenseamento indicava 41 236 315 habitantes; em 1950, 51 944 397 habitantes; em 1960, 70 070 457 habitantes; em 1970, 93 139 037 habitantes; em 1980, 119 002 706 habitantes; em 1991, 146 825 475 habitantes; em 2000, 169 590 693; em 2010, 190 755 799 habitantes; e em 2022, 203 062 512 habitantes. Em 50 anos, a população brasileira dobrou em relação aos 90 milhões de habitantes da década de 1970. Mas o envelhecimento da população está se acentuando: em 2020, o grupo de 0 a 14 anos representava 20% da população brasileira, enquanto os maiores de 65 anos eram 10%; em 2050, os dois grupos se igualarão em 18%. Segundo a Revisão 2008 da Projeção de População do IBGE, a partir de 2039, o número de brasileiros vai começar a declinar.
| Ano  | Igrejas | Membros   |
| ---- | ------- | --------- |
| 2010 | 6.674   | 1.267.738 |
| 2011 | 7.076   | 1.309.791 |
| 2012 | 7.415   | 1.373.232 |
| 2013 | 7.780   | 1.447.470 |
| 2014 | 8.106   | 1.513.038 |
| 2015 | 8.418   | 1.599.465 |
| 2016 | 8.752   | 1.655.524 |
| 2017 | 9.006   | 1.666.125 |
| 2018 | 9.250   | 1.676.350 |
| 2019 | 9.558   | 1.723.409 |
| 2020 | 9.697   | 1.729.459 |
| 2021 | 9.987   | 1.732.833 |
| 2022 | 10.266  | 1.764.770 |
| 2023 | 10.497  | 1.807.503 |

Em 2023 a IASD registrou um crescimento recorde chegando a 1.807.503 membros e 10.497 igrejas organizadas no Brasil.  Assim, o Brasil é o país com o maior número de adventistas do sétimo dia no mundo, seguido pela Zâmbia, Filipinas, Estados Unidos da América, Índia e Quênia, respectivamente, (países com mais de 1 milhão de membros em 2020).
No Brasil, a IASD é a maior denominação protestante não pentecostal em número de membros,com cerca de 1.824,191 membros e 10.728 igrejas organizadas em 2024 ultrapassando a  Convenção Batista Brasileira, que estimou 1.813,621 membros, em 14.092  igrejas e congregações em 2024. No mundo, a IASD estimou a presença de 23.785,195 membros em 2023, após crescimento anual constante da denominação nas décadas de 2010 e 2020.Apenas em 2023 a IASD recebeu 1.465.000 novos membros. 
A Região Norte do Brasil é a que possui a maior concentração de adventistas do sétimo dia, enquanto o Sudeste e Nordeste são as regiões com o menor percentual.